# Villabona
Villabona (Offiziell: Amasa-Villabona) ist eine Stadt in der Provinz Gipuzkoa im spanischen Baskenland. Sie hat 5.859 Einwohner (Stand: 2024).

## Geografie
Die Gemeinde grenzt an die Gemeinden Aduna, Andoain, Anoeta, Asteasu, Berastegi, Irura, Tolosa und Zizurkil. Sie besteht aus einem städtischen Teil, Villabona, in der Nähe des Flusses Oria, und einem ländlichen Teil, Amasa, um den sich das Dorf ursprünglich gebildet hat. Amasa-Villabona liegt im Oria-Tal, in den Ausläufern der Berge Gazume und Uzturre. Sie liegt etwa 20 Kilometer von der Provinzhauptstadt San Sebastián entfernt.

## Bevölkerungsentwicklung
| 1842 | 1900 | 1950 | 1981 | 1991 | 2001 | 2011 | 2021 |
| ---- | ---- | ---- | ---- | ---- | ---- | ---- | ---- |
| 901  | 1545 | 2280 | 5261 | 5360 | 5672 | 5858 | 5864 |